# ホット・ホット・ヒート
ホット・ホット・ヒート（Hot Hot Heat）は、1999年に結成し2016年に解散したカナダのブリティッシュ・コロンビア州ビクトリア出身のロックバンド。英語では「HHH」と略すことがある。
2001年にシアトルのレーベル、サブ・ポップと契約し、翌年にEP『Knock Knock Knock』とデビューアルバム『Make Up the Breakdown』をリリースした。バンドはワーナー・ブラザース・レコードと契約し2作目のアルバム『Elevator』（2005年）でメジャーデビューを果たす。その後は3作目『Happiness Ltd.』（2007年）、4作目『Future Breeds』（2010年）をリリース。しばらく活動が縮小した後、5作目『Hot Hot Heat』（2016年）を発表し解散した。音楽的にはエレクトロニックや伝統楽器を駆使したメロディアスでキャッチーなスタイルで、ダンス・パンク、ポストパンク・リバイバル、ニューウェーブ、アートパンクなど様々なジャンルに分類されている。

## バイオグラフィー

### 結成（1999年～2000年）

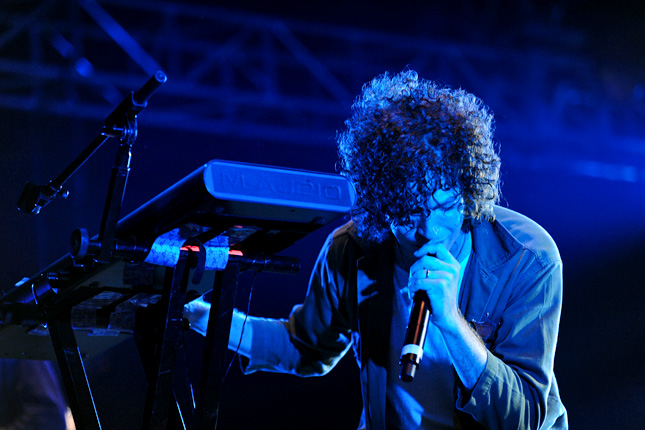
ライブでのスティーヴ・ベイズ（2011年）

1995年以来いくつかのバンドで一緒だったホーソーンとベイズが1998年にハウリーと出会う。1999年にハウリーがキーボードを買ったのをきっかけに、唯一キーボードを演奏できるベイズがキーボードを担当し、ハウリーはベイズの代わりにドラムを担当、ホーソーンがベースを担当することになった。バンドメンバーの友人のマシュー・マーニックがボーカルとして加わる。この頃のバンドの音はシンセ・パンクと呼ぶことができる。
後にポップ・ミュージックに影響を受けたHHHはメロディー重視の音に転換した。ボーカルのマーニックが脱退し、ギターとしてデカーロが加入する。XTC、ザ・クラッシュ（The Clash）、エルヴィス・コステロ（Elvis Costello）やThe Attractionsなどの1980年代ニュー・ウェイヴに強く影響されたバンドはベイズをボーカルに置き、7つのシングルを発表し、カナダとアメリカの北西太平洋地域をLes Savy Fav、The French Kicks、Radio 4、Ima Robot、Pretty Girls Make Gravesらとツアーした。カナダ人バンドSloanのカナダ・ツアーのオープニングも務めた。

### デビュー（2001年～2004年）

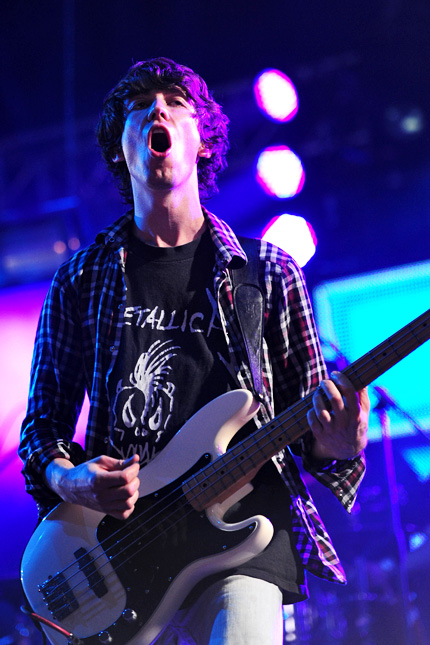
ライブで演奏するルイス・ハーン（2011年）

このツアーにより、シアトル拠点のインディペンデントレコード・レーベル、サブ・ポップから注目され、2001年にレコード契約を果たした。翌2002年、デス・キャブ・フォー・キューティー（Death Cab for Cutie）のクリス・ワラ（Chris Walla）プロデュースによるEP『Knock Knock Knock』（ノック・ノック・ノック）を発表。この頃には、後にダンス・パンクと知られるようになるサウンドに変貌を遂げていた。翌年にはインディーズで爆発したサウンドの先駆者と評されている。
EP発表後間もなくして初のフル・アルバム『Make Up the Breakdown』をリリース。ニルヴァーナやサウンドガーデンを出がけたジャック・エディノ（Jack Edino）によりプロデュースされた。このアルバムはすぐに評論家に高く評価され、シングル『Bandages』と『Talk to Me, Dance With Me』がMTVやラジオで流されるようになり、ロスアンゼルスの人気ラジオ局KROQで両シングルは1位を獲得。他方、イギリスではシングル『Bandages』がチャートで25位までしか届かなかった。これは、この曲がイラク戦争への配慮からBBCラジオのヘビー・プレイ・リストから外されたためと考えられている。同曲の広報によると「Bandages（包帯）という歌詞が繰り返し使用されている」ことによるという。
2003年にはサブ・ポップ契約前にレコーディングした楽曲を集めた2001年のアルバム『Scenes One Through Thirteen』をOHEVレコーズのレーベルで再リリース。これは結成当初からデビューまでのバンドの移行期の音を集めたものであり、『Knock Knock Knock』と『Make Up the Breakdown』とかなり違うサウンドであった。
『Make Up the Breakdown』は一般投票により、2004年のカナダ・インディペンデント音楽賞で「最も好きなアルバム賞」を受賞。2004年10月にはギター担当のデカーロが次のアルバムのレコーディングをもって脱退を表明し、2005年にモントリオールのバンド「ウルフ・パレード（Wolf Parade)」に加入した。

### メジャー・デビュー、解散（2005年～2016年）

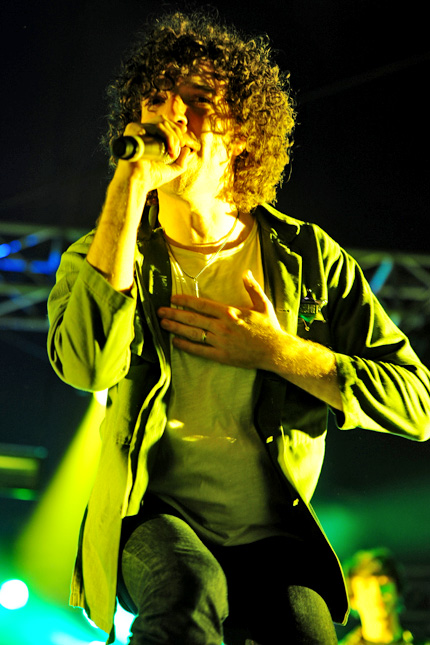
ライブで歌うスティーヴ・ベイズ（2011年）

2005年4月にバンドのメジャー・デビュー・アルバム『Elevator（エレベーター）』をワーナーミュージックから発表した。2005年のツアー開始とともにギターはデカーロからパキンに交代した。5月17日には、アメリカのシンセ・ロック・バンド、ザ・キラーズ（The Killers）のオープニングを務めたが、肝心のキラーズはボーカルのブランドン・フラワーズが気管支炎のため、3曲で演奏の中止を余儀なくされた。
2007年9月11日にメジャーとしてのセカンド・アルバム『Happiness Ltd.』をリリースしたが、事前にシングル『Give Up?』はMySpace上で3月下旬にサンプル表示、5月15日にiTunesでリリースされ、シングル『Let Me In』も7月16日にリリースされた。2007年の夏はスノウ・パトロール（Snow Patrol)のオープニングとして彼らのサマー・ツアーに参加した（アメリカ分のみ）。また、9月からはドイツ、カナダとアメリカで自らのツアーをした。
2008年から2009年のほとんどの時間はレコーディングに費やされた。この時期にダスティン・ホーソーンがバンドを脱退したようだが、その理由はほとんど説明されていない。パーカー・ボスレーが新ベーシストとなり、後にルイス・ハーンが加入した。
2010年6月8日、4作目のアルバム『Future Breeds』をDine Alone Recordsよりリリース。リリースに向けて、ニューヨークの小さなクラブ（5月のPublic Assembly）とLA（6月のBootleg Theater）でライブを行った。
ホット・ホット・ヒートは2010年代に入ってからは公の場での活動が少なくなったが、2013年5月に新曲「Majoror of the City」をリリースした。
2016年6月24日、5作目のアルバム『Hot Hot Heat』をリリースし、それが最後のアルバムになることを発表した。

## その他
HHHの曲はカナダのみならず、アメリカやイギリスでも広く映画やゲームのサントラ、スポーツ番組、オリンピックのBGMやテレビ番組等多くのメディアで使われている。また、アメリカの人気深夜トーク番組や子供向け番組（Yo Gabba Gabba）に出演した経験がある。

## メンバー

### 解散時のメンバー
- ポール・ハウリー（Paul Hawley） - ドラムス (1999–2016)
- スティーヴ・ベイズ（Steve Bays） - キーボード (1999–2016)、リードボーカル (2000-2016)
- ルーク・パキン（Luke Paquin） - ギター (2005–2016)
- ルイス・ハーン(Louis Hearn) - ベース (2010–2016)

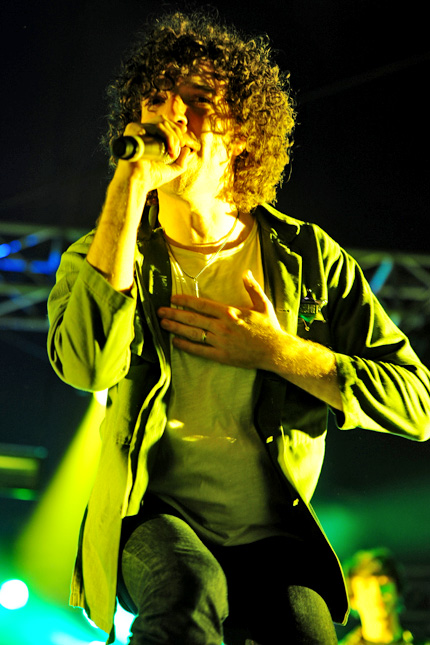
ポール・ハウリー（ボーカル）
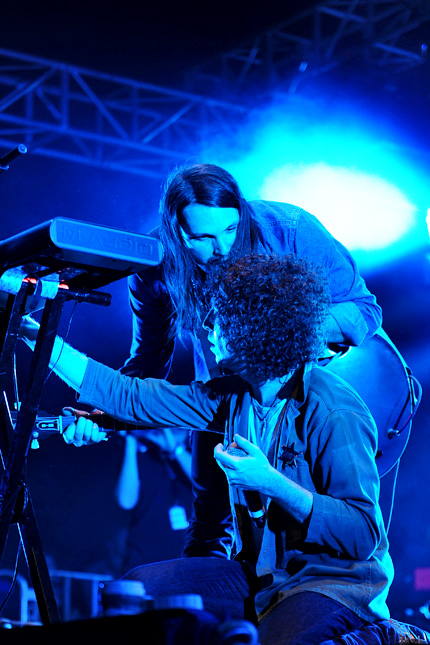
スティーヴ・ベイズ（ギター）（奥）
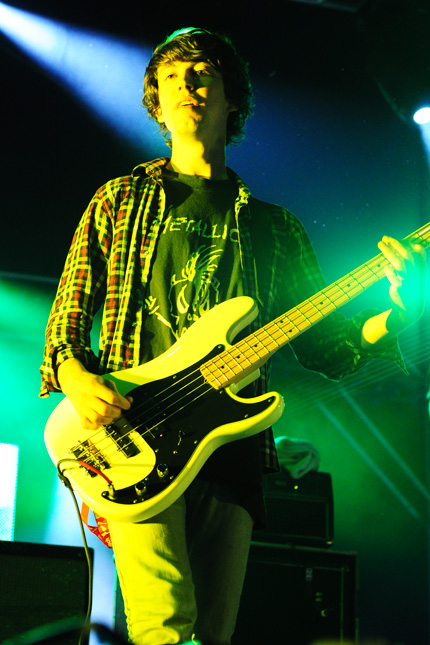
ルイス・ハーン（ベース）

### 旧メンバー
- ダスティン・ホーソーン（Dustin Hawthorne） - ベース (1999-2008)
- マシュー・マーニック（Matthew Marnik） - リードボーカル (1999–2000)
- ダンテ・デカーロ（Dante DeCaro） - ギター (2001–2005)
- パーカー・ボスレー（Parker Bossley） - ベース (2008–2010)

## ディスコグラフィー

### アルバム
- Make Up the Breakdown (2002年)：アメリカ146位、イギリス35位
- Elevator (2005年)：アメリカ34位、イギリス34位
- Happiness Ltd. (2007年)：アメリカ86位
- Future Breeds (2010年)
- Hot Hot Heat (2016年)

### コンピレーション
- Scenes One Through Thirteen (2002年)

### EP
- Hot Hot Heat (1999年) - 7インチ4曲
- Hot Hot Heat Split the Red Light Sting (2000年)
- Hot Hot Heat (2001年) - 7インチ3曲
- Knock Knock Knock (2002年)
- Happiness LTD. EP (2007年)

## 来日公演
- 2003年
  - 8月2日、千葉 幕張メッセ - SUMMER SONIC TOKYO
  - 8月3日、大阪 WTCオープンエアスタジアム - SUMMER SONIC OSAKA
- 2005年
  - 9月9日、東京 原宿ASTROHALL[6]